# Dubrovsko
Dubrovsko este un sat din comuna Šavnik, Muntenegru. Conform datelor de la recensământul din 2003, localitatea are 51 de locuitori (la recensământul din 1991 erau 96 de locuitori).

## Demografie
În satul Dubrovsko locuiesc 47 de persoane adulte, iar vârsta medie a populației este de 48,5 de ani (45,0 la bărbați și 53,3 la femei). În localitate sunt 18 gospodării, iar numărul mediu de membri în gospodărie este de 2,83.
Populația localității este foarte eterogenă.
|  |

| Demografie | Demografie | Demografie |
| An         | Locuitori  | Locuitori  |
| ---------- | ---------- | ---------- |
|            |            |            |
|            |            |            |
|            |            |            |
|            |            |            |
| 1948       | 332        |            |
| 1953       | 366        |            |
| 1961       | 264        |            |
| 1971       | 237        |            |
| 1981       | 153        |            |
| 1991       | 96         | 96         |
| 2003       | 51         | 51         |

| \| Componența etnică conform recensământului din 2003[2] \| Componența etnică conform recensământului din 2003[2] \| Componența etnică conform recensământului din 2003[2] \| Componența etnică conform recensământului din 2003[2] \| Componența etnică conform recensământului din 2003[2] \| \| ----------------------------------------------------- \| ----------------------------------------------------- \| ----------------------------------------------------- \| ----------------------------------------------------- \| ----------------------------------------------------- \| \| \| \| \| \| \| \| Muntenegreni \| Muntenegreni \| \| 28 \| 54,9% \| \| Sârbi \| Sârbi \| \| 7 \| 13,72% \| \| necunoscută \| necunoscută \| \| 7 \| 13,72% \| |              |  |    |        |
| Componența etnică conform recensământului din 2003 |              |  |    |        |
| |              |  |    |        |
| Muntenegreni | Muntenegreni |  | 28 | 54,9%  |
| Sârbi | Sârbi        |  | 7  | 13,72% |
| necunoscută | necunoscută  |  | 7  | 13,72% |